# Durvillaea antarctica
Espèce
Durvillaea antarctica est une espèce d'algues brunes géantes des régions sub-antarctiques de la famille des Durvillaeaceae.
Son nom rend hommage à l'explorateur français Jules Dumont d'Urville (1790-1842).

## Description

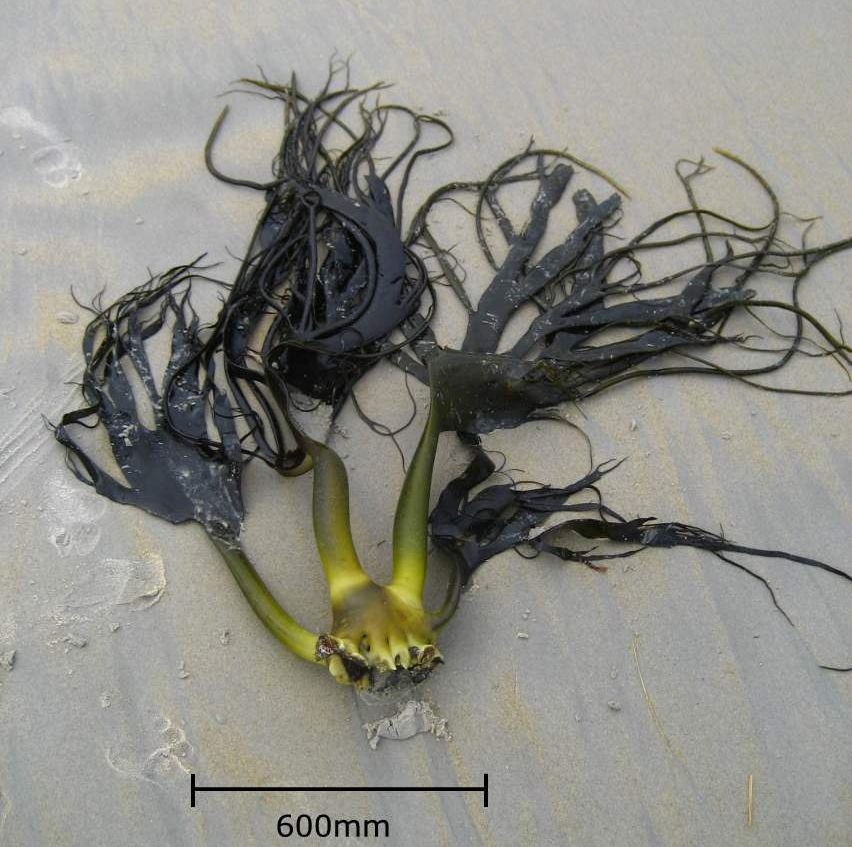
Groupe de D. antarctica, coalescentes par leurs crampons, échoué sur une plage de Nouvelle-Zélande

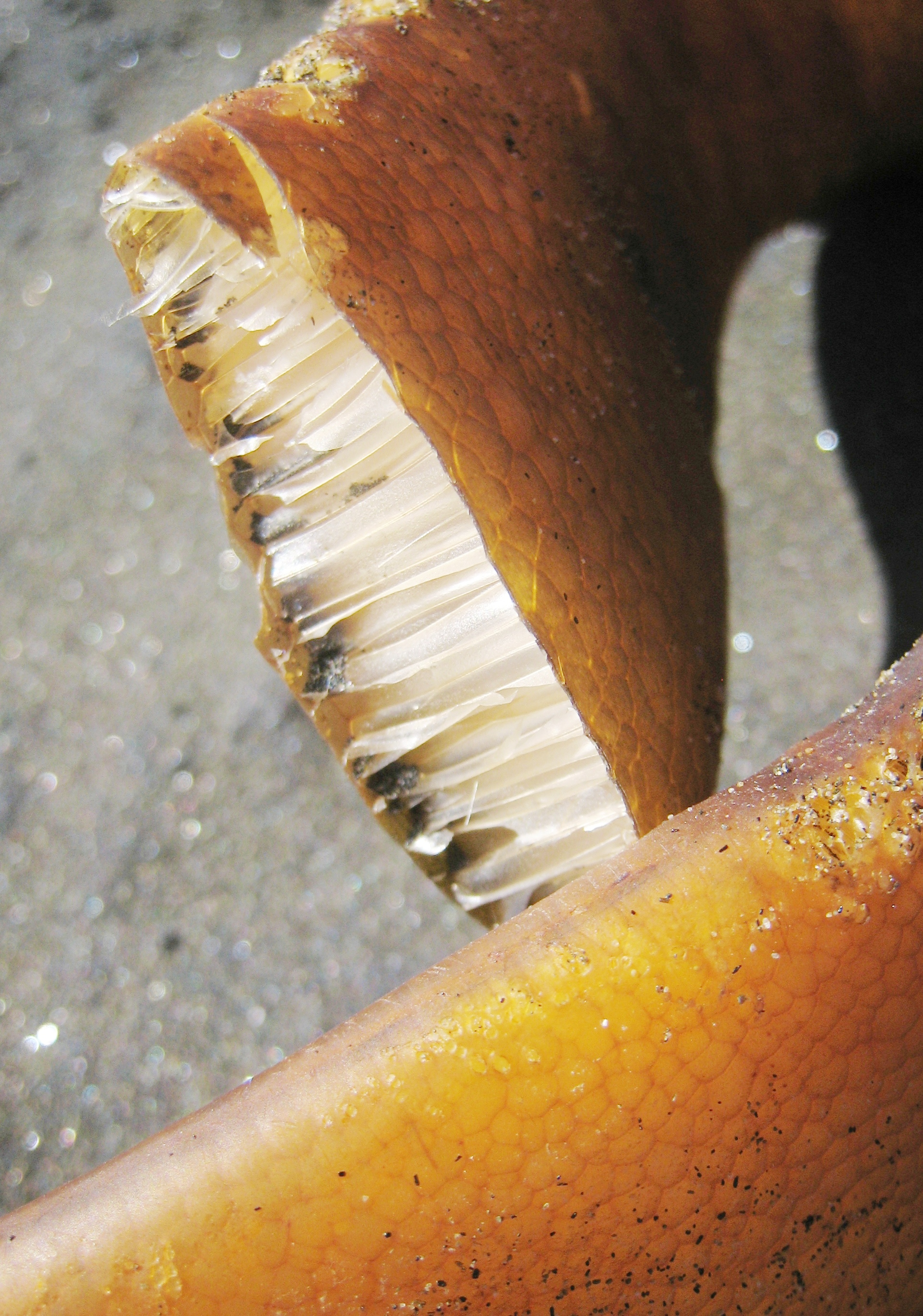
Coupe transversale de Durvillaea antarctica séchée montrant la structure en nid d'abeille qui assure la flottabilité.

Les thalles comprennent depuis la base : un crampon par lequel l'algue est fixée aux rochers, un stipe cylindrique, une lame palmée divisée en lanières plus ou moins nombreuses. Bien que génétiquement plus proche des Fucus, la forme générale évoque plutôt celle de certaines laminaires à lame digitée comme Laminaria digitata ou Laminaria hyperborea. Durvillaea antarctica peut dépasser fréquemment 10 m de longueur, voire atteindre les 15 m. La surface est épaisse et coriace, elle a l'aspect et la consistance du cuir. À l'intérieur de la lame, l'algue développe des structures alvéolaires formées de grandes cellules remplies d'air qui lui permet de se maintenir dans la colonne d'eau. En grossissant, les bases de thalles voisins peuvent fusionner en un seul crampon collectif.

## Répartition géographique
On rencontre Durvillaea antarctica le long des côtes du sud de la Nouvelle-Zélande, de l'Argentine et du Chili (Patagonie et Terre de Feu), et autour des îles sub-antarctiques : îles Malouines, Géorgie du Sud, archipel du Prince-Édouard, Kerguelen, Crozet, Heard-et-MacDonald, Auckland, Campbell et Macquarie.

## Écologie
Durvillaea antarctica est fixée au niveau des plus basses marées et est donc rarement complètement exondée. Les lames flottent en permanence à la surface de l'eau et peuvent ainsi former des ceintures continues le long du littoral. Durvillaea antarctica a besoin d'une eau brassée en permanence : on ne les rencontre donc que sur les côtes battues, où le ressac est important et où le marnage est peu marqué. Plus l'agitation est intense, plus les lanières sont nombreuses, fines et longues.
Cette espèce a tendance à se détacher du substrat pour former des amas flottants de taille variable qui dérivent un certain temps, portés par le vent et les courants marins. Ce détachement peut être dû à l'action d'organismes herbivores, des vagues ou simplement de l'enchevêtrement des lames provoquant l'usure et éventuellement la rupture des stipes. Comme ces amas peuvent dériver longtemps et sur de longues distances, ils pourraient faciliter la colonisation de nouveaux lieux par cette espèce. De plus, de nombreuses espèces de l'ordre des Peracarida épibiontes, notamment des amphipodes et des isopodes, y vivent et se nourrissent de la matière végétale.

### Cycle biologique
Le cycle biologique de Durvillaea antarctica est caractéristique de l'ordre des Fucales ; il est de type diplophasique. Le thalle est diploïde, la phase gamétophytique n'est pas libre et se réduit à la production des gamètes. La maturation de ces gamètes se produit pendant la période hivernale dans des conceptacles répartis à la surface de l'algue dans l'épaisseur des couches superficielles. La fécondation s'opère à l'extérieur de l'algue entre gamètes libérés. Comme chez les autres algues brunes, l'attraction sexuelle des spermatozoïdes vers les oosphères est assurée par l'émission d'une phéromone. Pour le genre Durvillaea cet attractant est l'hormosirène.

## Utilisation

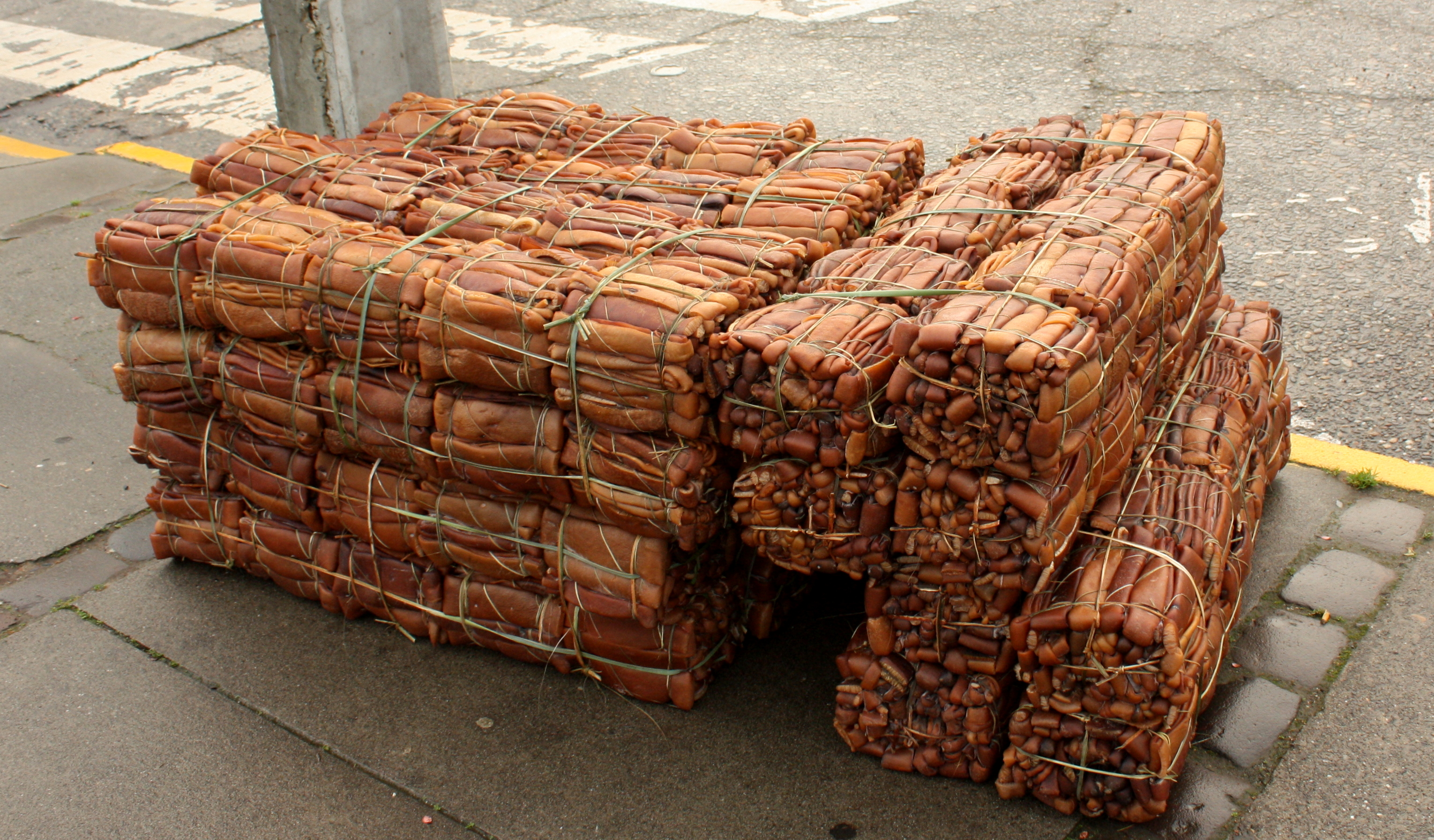
Ballot de cochayuyo prêt à être distribué dans un marché chilien.

Durvillaea antarctica contient une très forte proportion d'alginates et est exploitée pour l'extraction de l'acide alginique ou pour diverses préparations cosmétiques.
Ces algues sont localement consommées comme aliments au Chili où elles sont appelées cochayuyo. Les extrémités des lanières fines sont les meilleures parties à préparer. On les trouve sur les marchés sous forme de petits paquets séchés et ficelés.
En Nouvelle-Zélande, les māori utilisaient les durvilléas (rimurapa) fendus dans l'épaisseur comme sacs de conservation (poha) ou de cuisson des produits de leur chasse et de leur pêche.